# Dold Vorde Ens Navn
Dold Vorde Ens Navn ist eine norwegische Black-Metal-Band.

## Bandgeschichte
Dold Vorde Ens Navn wurde 2019 von Vicotnik (Yusaf Parvez, Gesang), Haavard (Håvard Jørgensen, Gitarre), Cerberus (Kai S. Halvorsen, Bass) und Myrvoll (Øyvind Myrvoll, Schlagzeug) gegründet. Ein Großteil der Band spielte vorher zumindest zeitweise bei Dødheimsgard. Weitere Bands, an denen Mitglieder beteiligt waren, waren Ulver, Ved Buens Ende, Aura Noir, Myrkur, Manes, Strid und Satyricon. Der Bandname  ist norwegisch und bedeutet wörtlich übersetzt „versteckt sei jemandes Name“, gemeint ist „der bös[e] und dunkl[e] Teil des menschlichen Verstandes (...), all die unaussprechlichen grausamen Gedanken der Menschheit.“
2019 erschien über Soulseller Records die erste Extended Play Gjengangere i hjertets mørke. Alle Songs wurden von Haavard geschrieben, Gesang und Texte stammen von Vicotnik. Es handelt sich um eine Konzept-EP, die den düsteren Teil des Lebens behandelt. Der Titel lässt sich als „Geister in der Dunkelheit des Herzens“ übersetzen.
2021 erschien ihr Debütalbum Mørkere über das deutsche Independent-Label Prophecy Productions. Das Album erreichte Platz 86 der deutschen Charts.

## Musikstil
Musikalisch handelt es sich um atmosphärischen Black Metal, der vor allem von Vicotniks Gesang getragen wird. Dieser ist sowohl guttural als auch klar, wobei der Klargesang betont schief gehalten ist. Die Songs sind vor allem im Midtempo gehalten und in einem melancholischen Stil vertont. Hinzu treten Elemente des Folk und der Klassik.

## Diskografie

### Alben
- 2021: Mørkere (Prophecy Productions)

### EPs
- 2021: Gjengangere i hjertets mørke (Soulseller Records)

### Singles
- 2021: Løgnenes Abstinenser (Digitale Single)
- 2021: Er det måneskinn (Digitale Single)
- 2021: Syke Hjerter  (Digitale Single)